# Zehnhausen bei Wallmerod
Zehnhausen bei Wallmerod – miejscowość i gmina w Niemczech, w kraju związkowym Nadrenia-Palatynat, w powiecie Westerwald, wchodzi w skład gminy związkowej Wallmerod.